# 安德烈娅·海姆
安德烈娅·海姆（德語：Andrea Heim，1961年2月11日—），德国前女子排球运动员。她曾代表东德成年国家队参加1980年夏季奥林匹克运动会排球比赛，获得一枚银牌。